# 淮海中路駅
座標: 北緯31度13分23.5秒 東経121度27分31.2秒 / 北緯31.223194度 東経121.458667度
淮海中路駅（わいかいちゅうろえき）は、中華人民共和国上海市黄浦区淮海中路に位置する上海地下鉄13号線の駅。

## 歴史
- 2015年12月19日 - 開業[1]。

## 駅構造
島式ホーム1面2線の地下駅。ホームドア設置。ホームは地下33メートルに位置しており、当時は上海で最も深い地下鉄駅でした（その後、この記録は地下36メートルの14号線・豫園駅によって更新されました）。

### のりば
| 番線 | 路線     | 行先       |
| ---- | -------- | ---------- |
| 1    | ■ 13号線 | 金運路方面 |
| 2    | ■ 13号線 | 張江路方面 |

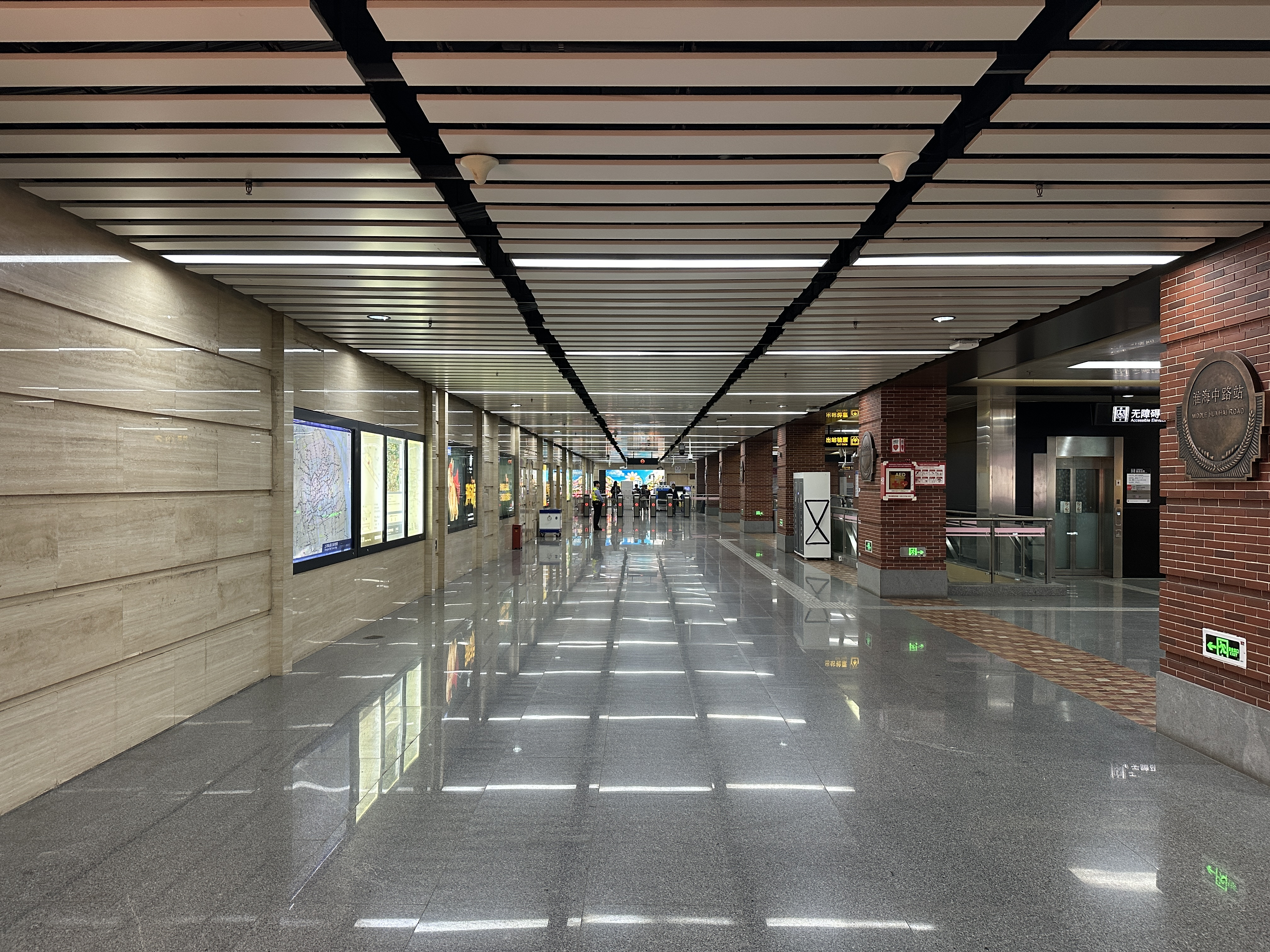
コンコース
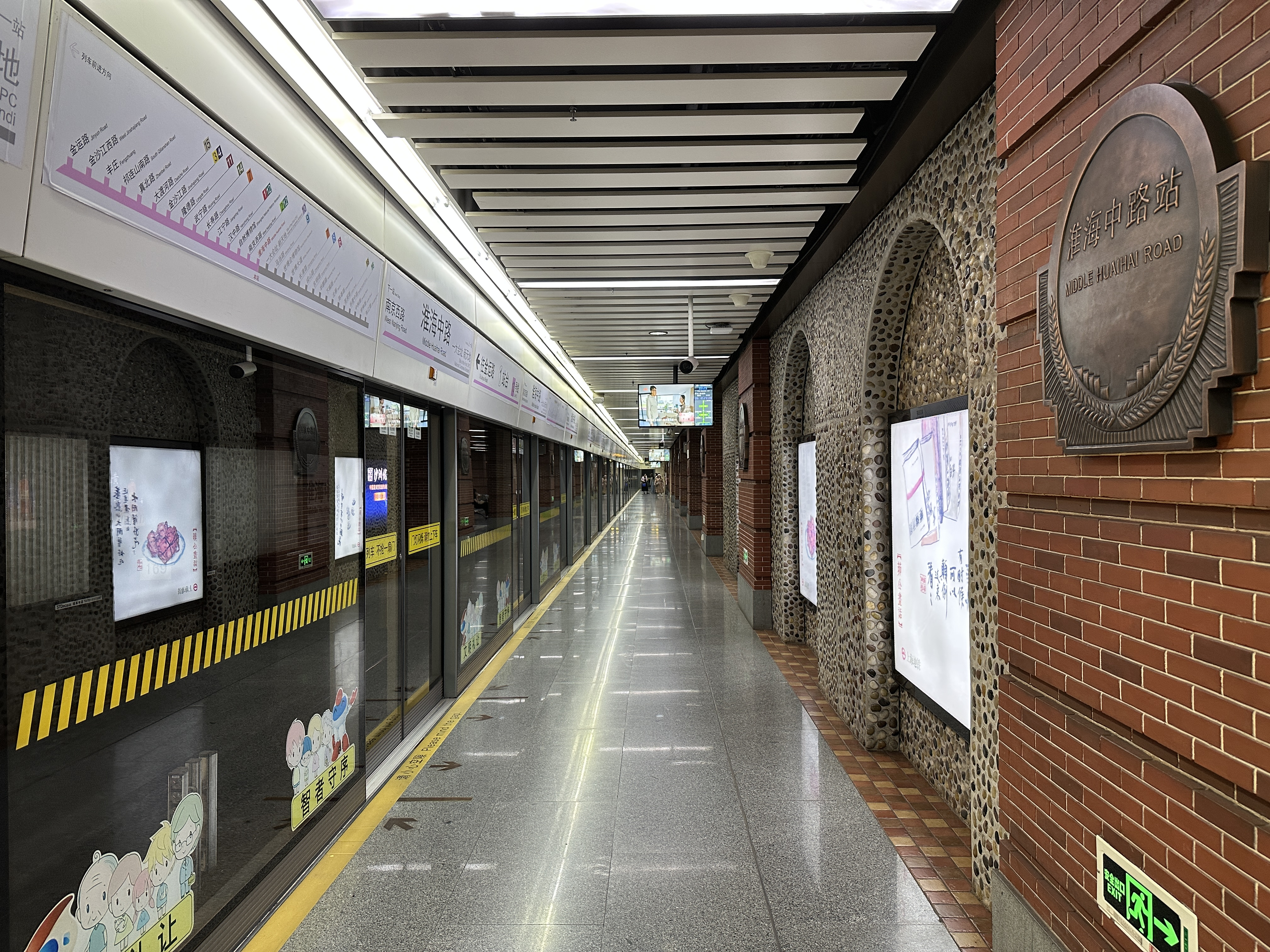
ホーム

## 駅周辺
- 上海市向明中学

## 隣の駅
上海地下鉄
■ 13号線
南京西路駅 - 淮海中路駅 - 一大会址・新天地駅